# لغات قوقازية إيبيرية
لغات قوقازية إيبيرية (بالإنجليزية: Ibero-Caucasian) (أو Iberian-Caucasian) هي لغات اقترحها اللغوي الجورجي أرنولد تشيكوبافا لاتحاد العائلات اللغوية الثلاث الخاصة بالقوقاز، وهي:
- جنوب القوقاز، وتسمى أيضًا كارتفيليان.[1][2][3]
- شمال غرب القوقاز، وتسمى أيضًا الأبخازية الأديغية.
- شمال شرق القوقاز، وتسمى أيضًا ناخو داغستان.

ستشمل الشعبة الأيبيرية القوقازية أيضًا ثلاث لغات منقرضة: هاتية، التي تربطها بعض اللغويين بالعائلة الشمالية الغربية (الشركسية)، والحورية والأورارتية، المرتبطة بالعائلة الشمالية الشرقية (ناخ - داغستان).